# Число омыления
Число омыления (или Число Кэттстерфера) — количество миллиграмм гидроксида калия (KOH), необходимое для нейтрализации свободных кислот и омыления сложных эфиров, содержащихся в 1 грамме исследуемого вещества.
Является одним из показателей подлинности жирных масел.
В жирах и маслах, содержащих, преимущественно, триглицериды, определяется средней молекулярной массой жирных кислот, входящих в них.

## Определение
Оно равно сумме кислотного и эфирного чисел. Для его определения со спиртовым раствором KOH кипятят анализируемое в-во. Затем, избыток щёлочи оттитровывают раствором HCl.
При этом число омыления равно {\displaystyle {\frac {28,05(V_{2}-V_{1})}{a}}},
где {\displaystyle V_{2}} и {\displaystyle V_{1}} — объёмы р-ра HCl, прошедшие соответственно в холостом опыте и в опыте с пробой.
Для животных жиров, например, число омыления равно 170—260, для растительных масел — 170—200, для пчелиного воска — 88-103.